# 프랑스 하원
프랑스 하원(Assemblée nationale)은 프랑스 상원과 함께 제5공화국 의회를 구성하는 프랑스의 국가기관이으로, 프랑스 국민의회라고도 한다. 
프랑스 하원의 역할로는 법률에 관한 토론, 제의, 개정, 투표 및 국정 활동의 감사가 있다. 
상원하고의 차이점으로 하원은 불신임 결의 투표를 통해 내각 총사퇴를 행할 권한을 지닌다. 
프랑스 하원은 파리 부르봉 궁전에 위치해 있다. 
1986년부터 프랑스 하원은 5년마다 1인 1선거구 다수결 2선제 투표를 통한 직접 보통선거로 선출된 하원의원 577명으로 구성되었다.
2017년 꾸려진 제16대 하원부터 현 하원 다수당은 르네상스이다. 하원의장직은 2018년 9월부터 리샤르 페랑이 맡고 있다.

## 소재지

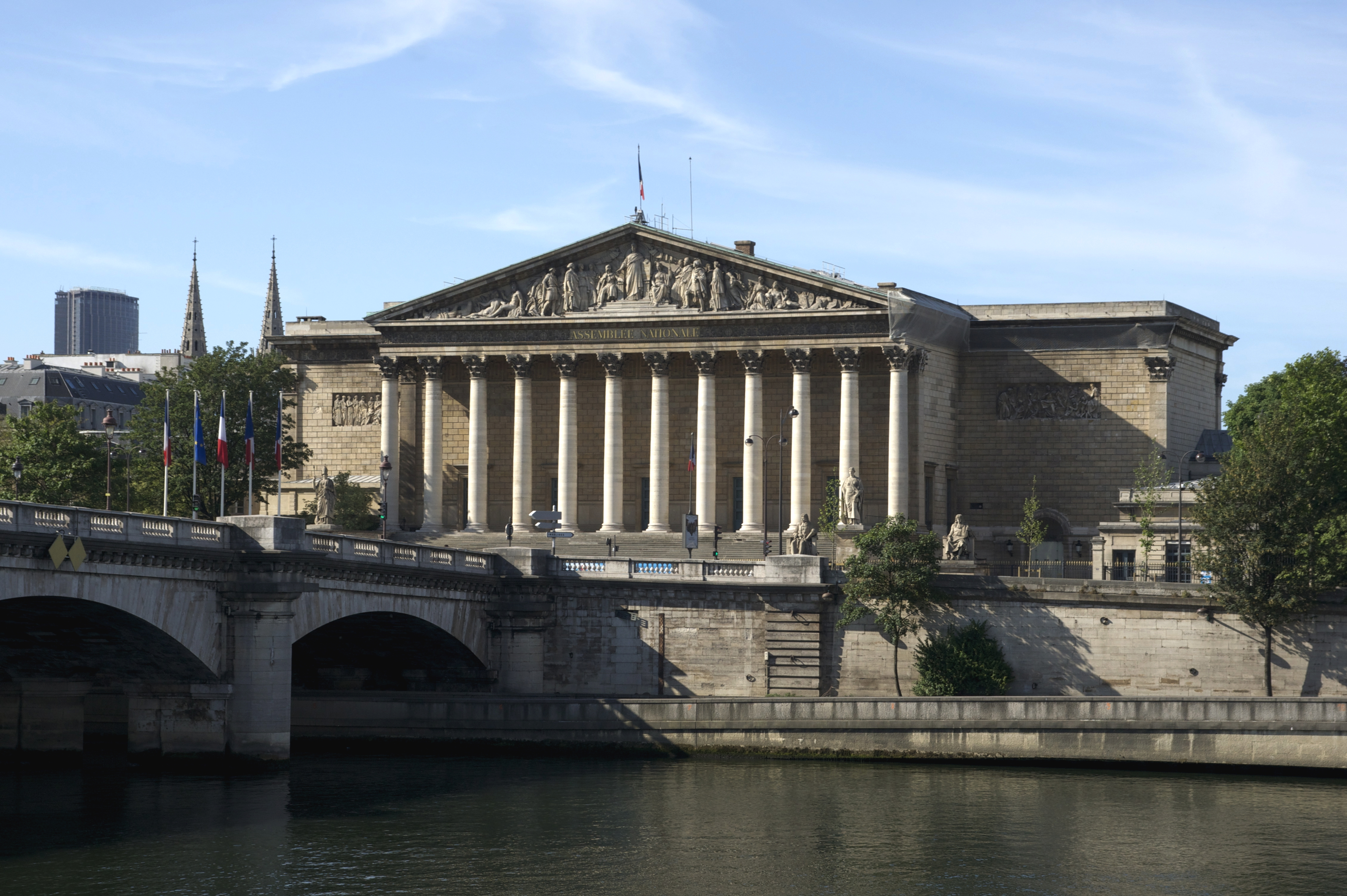
센강 쪽에서 바라 본 부르봉 궁전

하원은 센강 좌안에 있는 파리 7구 부르봉 궁전에 위치해 있다.
부르봉 궁전 건물은 1799년부터 프랑스 의회 가운데 하원 모두를 수용해 왔다.  
부르봉 궁전의 웅장한 정면은 건물의 다른 축과는 살짝 어긋나 있으며, 그 유명한 케 도르세가 보인다. 
국회는 또한 외무부와 이웃하며 콩코르드 다리와 나란히 있다. 
정문이 대학로 126번지에 나 있기에 케 도르세(33번지-35번지)와 아리스티드브리앙 로에서부터도 국회로 갈 수 있다. 
국회의장 관저 겸 집무실이 들어선 오텔 드 라세 역시 부르봉 궁전에 자리잡고 있다.
하원에 할당된 건물들의 바닥 면적은 158,000m2로, 9,500여 개의 방을 갖추고 있다. 
부르봉 궁전 뿐만 아니라, 국회의원들과 직원들의 관저로 네 개의 다른 건물들이 존재한다.
- 1974년 지어진 7층 건물. 대학로 반대 편 101번지에 위치해 있으며, 지하보도로 부르봉 궁전과 연결되어 있음
- 생제르망 대로 233번지에 위치한 두 번째 건물 (1986년 획득)
- 2002년 매입한 세 번째 건물로, 아리스티드브리앙 로 3번지에 위치해 있음 (구 공화국연합 당사)
- 2016년 매입한 구 국무회의 임시청사인 오텔 드 브롤리는 아리스티드브리앙 로 3번지에 있는 건물을 대체하고자 개수될 것[2]

## 역할
하원은 프랑스 제5공화국의 국가기관으로, 상원과 함께 프랑스 의회를 구성한다. 
이러한 이유로 하원은 법률을 투표하고, 국정활동을 감사하며, 공공정책을 평가한다.
하원의 권한은 1958년 프랑스 헌법으로 제정되었다.

제5공화국 국가기관 가운데 국회.

## 구성 및 선거
프랑스 하원은 현재 의원 577명으로 구성되어 있으며 그 임기는 5년이다.

## 권한
프랑스 헌법에 따르면 상원은 프랑스 하원 및 상원이 거의 같은 수준의 권한을 가지며 법안이 국회, 정부에서 발의돼 논의될 수 있다고 본다. 
그러나 상원과 국회의 의견 일치가 이뤄지지 않는다면 정부는 국회에 최종 투표권한을 넘기는 것을 원칙으로 한다.
특정 사안에 대해 여론의 영향이 크게 발산되거나 분쟁 조짐이 격화될 경우에는 국회가 상원의 거부권을 묻기도 한다.
그러나 국민으로부터 직선되는 의원으로 구성되는 국회는 간선되는 의원으로 구성된 상원에 대한 우월적 지위를 향유하기도 한다. 
즉 예산에 관한 국회의 우월권, 정부가 원할 경우 국회의 최종적 의안채택권 등이 그 예에 속한다. 
한편 상원의 정부에 대한 권한이 국회에 비해 제한적인데 국회의 임시회소집권은 정부와 국회만이 가지는 것이 그 예이다.

## 하원의장

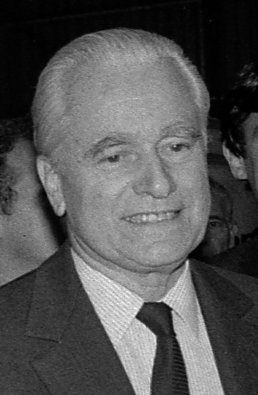
자크 샤방델마스는 15년간 하원의장을 맡았다.

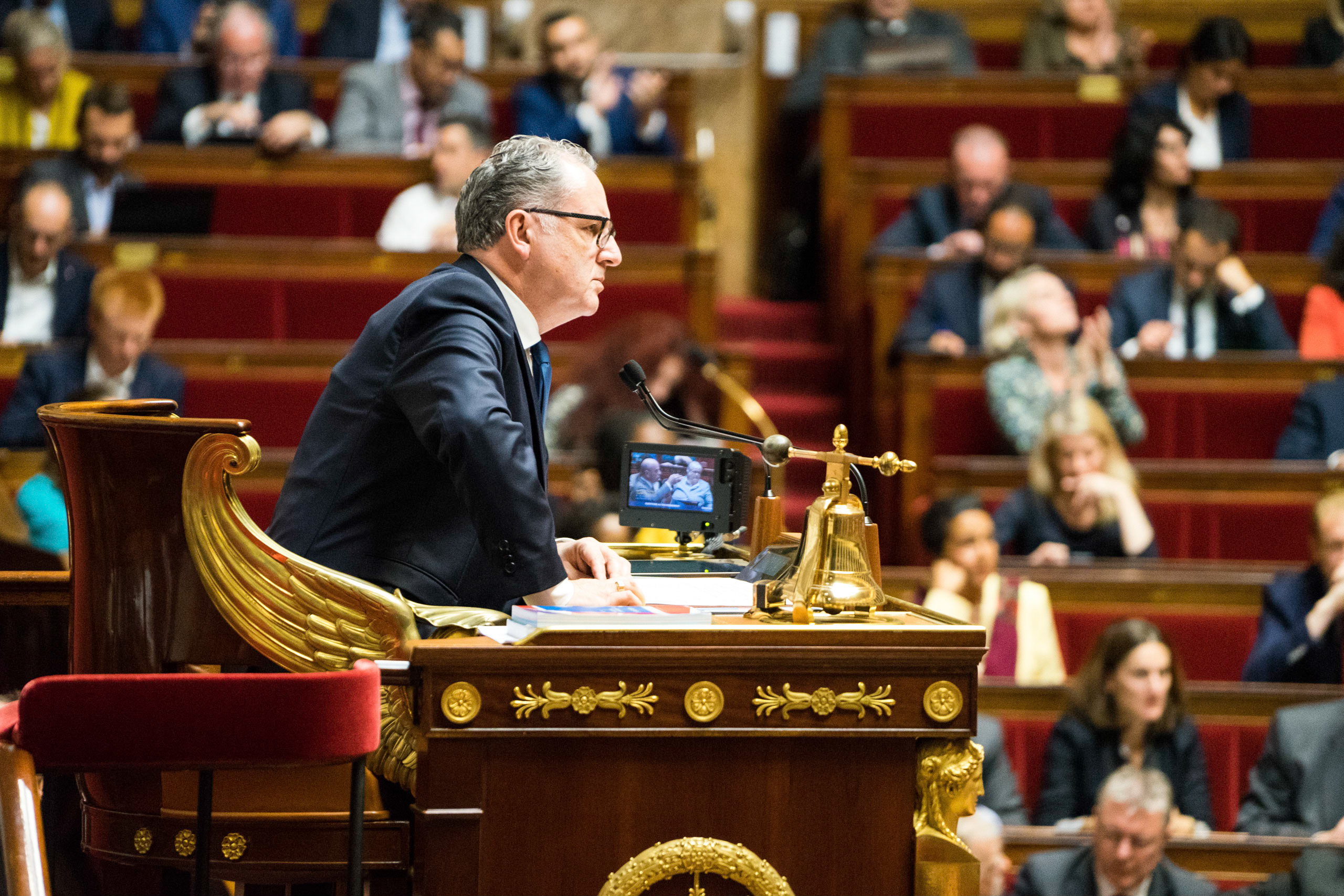
리샤르 페랑은 2018년 9월부로 하원의장을 맡고 있다.

하원의장은 국회에서의 토론과 정무 조직을 맡은 책임자이다. 
프랑스에서 하원의장은 대통령, 총리, 상원의장에 이어 국가 의전서열 4위이다.
입법 절차에 있어 국회의장은 본회의 개회와 폐회를 맡고, 토론을 진행하며, 법안을 가결한다. 
하원의장은 부의회장 가운데 한 명으로 대체될 수 있다. 
2008년 헌법 개정부터, 국회의장은 국참사원의 법안 제안을 국참사원에 맡길 수 있으며, 또는 법안 제안에 있어서 상원의장으로 하여금 양원 모두가 함께하는 위원회를 구성할 것을 요구할 수 있다.
또한 하원의장은 여타 국회 활동 절차를 따라야 한다.

### 1958년 헌법
1. ↑  프랑스 제5공화국 헌법 제24조.
2. 1 2  프랑스 제5공화국 헌법 제39조.

### 의회기능에 관한 법령
1. 1 2  1958년 11월 17일 법령 제2조.

### 참조주
1. ↑  “Comment venir au Palais Bourbon ?”. .
2. ↑  Sophie Huet, « Les habits neufs de l'Assemblée et du Sénat », 르 피가로, samedi 17 / dimanche 18 juin 2017, page 19.
3. ↑  Article 45, Constitution of France of October 4, 1958.
4. ↑  “Rôle du Président / Le président / La présidence / Assemblée nationale”. 2017년 6월 30일에 원본 문서에서 보존된 문서. 2021년 3월 16일에 확인함.
5. ↑  “Le président de l'Assemblée nationale”. novembre 2009.

## 같이 보기
- 프랑스 상원